# Черноголовский пруд
Черноголо́вский пруд — небольшое водохранилище в северной части города Ногинска Московской области, на речке Черноголовке. Площадь поверхности — 0,26 км². Объём воды — 0,002 км³. Высота над уровнем моря — 128,4 м.

## История
Наполнение водоёма начато ещё с начала XIX века, когда на речке Черноголовке в поместье Жеребцовой была построена мукомольная мельница в 10 сил. Позже, после выкупа земель в середине 1840-х Захаром Морозовым, уже во второй половине века, русло речки расширили и углубили, плотину усилили и подняли уровень воды. На левом берегу был разбит парк и построен летний дом Морозовых, на правом берегу были купальни. Вода из пруда использовалась для водоснабжения производств, на мельнице некоторое время работала набивная машина.
Позже в начале XX века на левом берегу за парком был построен велотрек с трибунами, сделавший город центром велоспорта, сегодня в этом месте городской спортивный комплекс. На правом берегу уже в советское время построена моторно-лодочная станция ДОСААФ (ныне РОСТО), пруд стал местом проведения чемпионатов, встреч и сборов водномоторников.

## Сегодня
Берега водоёма — излюбленное место отдыха населения северо-восточной части города. Зимой на пруду расчищаются катки, в окружающем лесу и по пруду катаются на лыжах. Летом катаются на лодках и катамаранах, по берегам местные жители устраивают пикники и праздники. Популярен водоём и для отдыха рыбалкой.
В средней и верхней части пруда расстояние до жилой зоны, составляющее от половины до километра, заполнено сосновым и смешанным лесом, ставшим для местных жителей большим парком. Вдоль каждого из берегов протоптаны тропинки, используемые не только для прогулок, но и как проходы между районами города, в зимнее время тропинки образуются и на льду.
На правом берегу построен небольшой отель-развлекательный центр. На левом, на территории литейно-механического завода, — торговый центр с летним кафе у воды, за заводом располагается новая гостиница, а за гостиницей — лодочная станция, где можно взять напрокат лодку. У самой плотины перед автомобильным мостом летом бьют фонтаны.
На водоёме действуют водозаборные сооружения бывших текстильных производств и окружающих зданий.
В последнее время водоём несколько загрязнился с увеличением стока от дачных посёлков, деревень и обрабатываемых полей, находящихся по впадающей речке, кроме того, в пруд разгружаются и грунтовые воды от окружающих жилых районов.

## Гидрография
Подпитка пруда кроме речки Черноголовки в основном подземная, и временными водотоками, осушительными канавами. Берега в нижней части пруда повыше и в основном песчаные, есть два пляжа, в остальной части местами заболоченные. На дне пруда — глубокий, до полуметра, слой ила.

## Растительность и животный мир
На возвышенных берегах к воде подходят высокие, тридцатиметровые сосны, по низким — растёт ивовый кустарник, берёзки и ольха. В заболоченных местах преобладают осоки, пушицы, рогоз, камыш, хвощ, встречаются кувшинки.
Летом на водоёме значительное количество насекомых, а потому на деревьях гнездится мелкая птица, также многочислены и летучие мыши. В самой верхней заболоченной части (местное название «Вырвенка») в 2000-х периодически селилась перелётная утка.
Огромна армия различных лягушек, по берегам живут тритоны, ящерицы. Водятся лесные мыши, из северных лесов изредка забегают зайцы, иногда рыжие лисицы.